# 長距離走
長距離走（ちょうきょりそう）とは、陸上競技のうち長距離を走る競技。
絶対的なスピードや瞬発力などよりも持久力、戦略などが要求される。同様に高い有酸素持久力を要求される中距離走と比べると展開は緩やかであるのが特徴。短距離走などは常に自己の最大パフォーマンスを発揮することを狙い同走者の動向によってレース展開を変えることはないが、長距離走は時には同走者と駆け引きを行い、勝負どころを掴み勝機を掴むための高い技術力も必要とされる。

## 持久走とは
持久走とは70%ぐらいの力で5～30分間走ることである。学校現場では全力で走り、競争を伴う長距離走と混同されていることが多い。長い距離を走ることは文科省の学習指導要領（小学校）では長距離走ではなく持久走として扱うこととしている。
日本の小・中・高等学校ではしばしば持久走大会（もしくはマラソン大会）が行われる。多くの学校では、秋から冬に「耐寒訓練」として行われ、大会の前には朝の授業前、休憩時間や放課後に練習を行ったり、体育の授業でも持久走を行い、タイムを計測する（コースの下見のみでタイムを計測しないところもある）。また、学校によっては運動会（体育祭）で行うところや、学期ごとに行う（年2回または3回）ところもある。
距離は小学校の場合400mから2km程で、学年に応じて距離が長くなる。中学・高校では学年や性別によって異なるが、2kmから10km程が一般的である。オリンピックでは5000mと10000mが長距離に分類されている。
また、持久走大会ではなく競歩大会が行われている学校もあり、多くの学校では、コースは学校外の道路だが、一部の学校では学校のグラウンドを使うところもある。

## 長距離走の種類
- 5000メートル競走
- 10000メートル競走
- ハーフマラソン
- フルマラソン
- ウルトラマラソン
- 24時間走
- クロスカントリー競走
- 駅伝競走